# انهيار مورتي واستنساخ ريك
انهيار مورتي واستنساخ ريك (بالإنجليزية:Edge of Tomorty: Rick Die Rickpeat) هي الحلقة الأولى من الموسم الرابع من مسلسل الرسوم المتحركة «أدلت سويم» التلفزيوني ريك ومورتي. كتبها مايك مكماهان وأخرجتها إيريكا هايز، وهو يتكيف بشكل واضخ مع <i id="mwDw">أكيرا من</i> قبل كاتسوهيرو أوتومو، وتم بث الحلقة في 10 تشرين الثاني 2019.

## الحبكة
يأخذ ريك مورتي في مغامرة إلى فوربوديولون برايم لحصد «كريستال الموت» - مواد بلورية تسمح لأي شخص بالتنبؤ بالعديد من النتائج المحتملة حول وفاته. عندما يحمل مورتي بلوراً، فإنه يتصور موتاً سلمياً كرجل عجوز يريحه إعجابه الطويل بجيسيكا. عاقدة العزم على جعل هذا المستقبل حقيقة واقعة، يتبع مورتي رؤى الكريستال لتوجيهه في كل خطوة على الطريق ويفترض السيطرة على السفينة في طريق العودة إلى المنزل. يؤدي هذا إلى رحلة كارثية دفعت ريك إلى وفاته، وبعد ذلك يظهر إسقاط ثلاثي الأبعاد لريك ويوجه مورتي حول كيفية إعادته إلى الحياة باستخدام الحمض النووي من جثته. عندما رأى من خلال الكريستال أن إحياء ريك سيحيد موته عن النتيجة المرجوة، يرفض مورتي الاستمرار في العملية ويذهب إلى المنزل بمفرده.
بينما يضايق ريك الهولوغرافيكي مورتي للتخلص من الكريستال واستعادته، يتم استعادة وعي ريك إلى الحيوانات المستنسخة من العديد من الحقائق المميتة والفاشية المختلفة، وتنتهي بالدبور ريك، الذي يساعده في العودة إلى المنزل وتحويله مرة أخرى إلى إنسان (من خلال وسائل غير معروفة). في هذه الأثناء، يصبح مورتي مفتونًا بشكل متزايد بتوجيهات الكريستال، ويطيع بشكل أعمى مطالبه لسرقة الأسلحة من ترسانة ريك ويذهب في فورة قتل. يسمح لنفسه بالقبض عليه، لكنه يفلت من العقاب بتلاوة الكلمات المحتضرة لزوج قاضي المحاكمة.
يتعرف ريك وواسب ريك على سرقة مورتي وهيجانه من التصوير المجسم ريك. يتبع ريكس الثلاثة مورتي، الذي يستخدم الموائع الممغنطة ليحول نفسه إلى قبيحة وحشية من الإنسان الآلي. أثناء إنقاذ مورتي، يتم استيعاب ريك الهولوغرافيكي في السائل ومحاولة تدمير ما تبقى من الريكس ومورتي، فقط ليتم لسعه وقتله بواسطة الدبور ريك. عند وصوله إلى المنزل، قام جيري وبيث بتوبيخ ريك لتحويل مورتي إلى «أكيرا», لكن مورتي يدافع عنه ويتحمل المسؤولية الكاملة عن أفعاله. يتفق ريك ومورتي على تقسيم الاختلافات في مغامراتهما في المونولوجات الصاخبة.
في مشهد ما بعد إنتهاء الحلقة، سمع مورتي جيسيكا وهي تتخيل مستقبلها الوظيفي كعامل رعاية مسنين وأدرك أنه أساء تفسير رؤى الكريستال. عندما يدخل ريك ويطلب من مورتي المساعدة في مغامرة أخرى، يوافق مورتي على الفور، مما أثار دهشة ريك.

## الإنتاج والكتابة
كتب «إيدج أوف تومورتي» المنتج التنفيذي مايك مكماهان وإخراج إيريكا هايز. الحلقة مخصصة للمنتج مايك مندل الذي توفي في 22 سبتمبر 2019. الشخصيات التي تم تقديمها في هذه الحلقة تشمل تيدي ريك، نازي مورتي، شريمب ريك، واسب ريك، ونسخة كيركلاند من السيد ميسيكس. أثناء عودة الشخصيات المتكررة تشمل Gearhead وجيسيكا والسيد ميسيكس. كما استخدم فريق الكتاب موضوعات سبق تقديمها في المسلسل مثل استخدام مربعات ميسيكس من حلقة «"ميسيكس" والتدمير»؛ التحول في التسلسل الهرمي لعائلة سميث، من حلقة الموسم الثالث «المرشح الريكشوري»؛ و «عملية فينيكس» من الموسم الثاني حلقة «مشكلة كبيرة مع» سانشيز"". تم تحريك تسلسل السائل الحديدي بواسطة Studio Yotta, الذي عمل في السابق في حلقة "Bushworld Adventures".

### الموضوعات والمراجع الثقافية
يتم تقديم العديد من الإشارات والتكريم عن الثقافة الشعبية طوال الحلقة عنوانه مشتق من فيلم الخيال العلمي حافة الغد وشعاره "Live Die Repeat", والذي يموت فيه بطل الرواية ويتم إحياؤه بشكل متكرر بسبب التكنولوجيا الفضائية. لاحظ زاك هاندلين من نادي AV أن مواضيع الموت في الحلقة يتم تقديمها في فكرتين: واحدة تمنح ريك حياة لا نهاية لها (من خلال جهاز يستمر في الاستيقاظ في واقع آخر؛ في كل مرة يموت هذا الاستنساخ، واحدة جديدة يستيقظ في مكان آخر) ومورتي «القدرة على التنبؤ بالمستقبل وتجنب الموت دون معرفة ما يعنيه أي منها». كما أنها مستوحاة من الرسوم المتحركة اليابانية، حيث أن جافة الغد نفسها كانت مبنية على المانجا All You Need is Kill . كما لاحظ النقاد التعديل الجزئي للحلقة لمانجا أكيرا . في حجة مع ريك، حذر جيري من «لا أريد أن أرى المزيد من أشياء الأنمي تحدث لابني، باستر!» لاحظ العديد من المعلقين أن تركيز مورتي على تجنب الموت العنيف يؤدي إلى الموت العنيف للكثيرين، وهو ما يشبه الذهاب إلى «أكيرا» / تيتسو الكامل من المانجا والأنيمي. ووصفت الشرطة والأخبار مورتي نفسه بأنه «صبي أكيرا». قد تكون فكرة الإحياء في نسخة مستنسخة إشارة إلى الموسم الأول من البرنامج التلفزيوني «الكربون المعدل», خاصة المشهد الأخير في الموسم الأول الحلقة 8.

## استقبال
تم بث العرض الأول للموسم بواسطة أدلت سويم في 10 تشرين الثاني 2019. تم بث الحلقة أيضًا عبر الإنترنت مجاناً للجماهير الموجودة في الولايات المتحدة. وفقاً لـ Nielsen Media Research, شوهد "Edge of Tomorty" من قبل 2.33 مليون مشاهد منزلي في الولايات المتحدة وحصل على تصنيف 1.9 بين 18-49 من البالغين الديموغرافيين، وهي زيادة عن 676000 مشاهد خلال البث الأولي للموسم السابق الحلقة الأولى.

### استجابة حرجة
نادي AV ' زاك Handlen أعطى الحلقة على "A-" التصنيف، والثناء عليه بأنه «حول أقرب إلى قذفة مباشرة لأن سلسلة قادر على: ريك ومورتي الذهاب في مغامرة، يتم إدخال مفهوم، وثم هناك عواقب وخيمة تتصاعد حتى استعادة الوضع الراهن». منحه Jack Shepherd من غيمز رادار تصنيفاً من فئة أربع نجوم، ووصفه بأنه «بالتأكيد بداية جريئة للموسم» وأشاد بمونولوجه الختامي لبيان مهمة للموسم مشابهًا لبيان العرض الأول للموسم الثاني. وأشاد جيسي شيددين من آي جي إن أيضًا بالبرنامج باعتباره أقوى عرض حتى الآن، مشيدًا بالتركيز الشديد على مورتي نفسه، قائلاً إنه «يساعد الموسم الجديد على أن يبدأ بملاحظة مقنعة، وفي بعض الأحيان، دافئة». وصفت ليز شانون ميلر من نيويورك الحلقة بأنها «بداية قاتمة للموسم» وعلقت بأن هناك حقيقة وحشية أن الفاشية أصبحت «الافتراضي» لمعظم الأكوان المتعددة.

## روابط خارجية
- «انهيار مورتي واستنساخ ريك» على قاعدة بيانات الأفلام على الإنترنت